# Гьон Зенебищи
Гьон Зенебищи е владетел от 14 век на Аргирокастро, както и на съседната Теспротия и Делвина.

## Живот
Владетелската фамилия Зенебищи произхожда от куцовлашката област Загори в Пинд, Епир, и по-точно от района между Аргирокастро и Пърмет.
През 1380 г. Гьон Зенебищи е севастократор на Теспротия и Чамерия. Участва в битката при Балши, и след разгрома се признава за васал на султан Мурад I, изпращайки сина си за заложник в Одрин при еничарите. Синът му приема исляма и по-късно става известен като Хамза бей – санджакбей на Мистра.
Гьон Зенебищи е в династичен брак, респективно и съюз, с дъщерята на Гин Буа Спата.
Гьон Зенебищи води редица феодални битки във владетелските си междусъседски конфликти за власт и земи. През 1399 г. е нападнат от другия епирски зет на Гин Буа Спата – Исав де Бунделмонти, но успява да се наложи, пленявайки Исав. В крайна сметка, с посредничеството на Венецианската република, Исав е откупен, но Гьон е разбит от османците и се спасява на остров Корфу, откъдето продължава борбата за защита на владението си.
Умира на остров Корфу през 1418 г.
Гьон и цялата епирска фамилия Зенебищи, аналогично на съседите си в битката за запазването на владенията си, влизат в трайни връзки с арагонската корона (виж и Херцеговина) и Неаполитанското кралство, разчитайки най-вече на Венеция в отстояването на феодалните си права срещу централизиращите властта на Балканите османци.